# Joachim Perinet
Joachim Perinet (* 20. Oktober 1763 in Wien; † 4. Februar 1816 ebenda) war ein österreichischer Schauspieler und Schriftsteller des Alt-Wiener Volkstheaters.

## Leben
Perinet war der Sohn eines aus Savoyen stammenden Kaufmanns und genoss  eine gute Schulausbildung. Mit 18 Jahren schloss er sich 1781 einer Gruppe von Schauspielern an, die in ihren Stücken auch einen Bildungsauftrag gegenüber dem Publikum sahen. Er ließ sich schon ein Jahr später vom Theater am Neustift engagieren und blieb dort bis 1785. Hier debütierte er mit den Kollegen Franz Xaver Gewey und Johann Michael Ahlen. Anschließend wechselte er für 12 Jahre an das Leopoldstädter Theater. Sein Engagement endete Ende 1797 und schon Anfang 1798 begann er seine Tätigkeit als Autor und Schauspieler am Theater auf der Wieden bei Emanuel Schikaneder. Dort blieb er bis 1803. Er ging dann für drei Jahre zurück zu seinem Freund Karl Friedrich Hensler an das Leopoldstädter Theater. In seinen Stücken schrieb sich Perinet oft die Rollen auf den Leib und auch als Bearbeiter der Stücke von Philipp Hafner machte er sich einen Namen. Einige seiner Werke wurden von Wenzel Müller vertont. Perinet starb im Alter von 53 Jahren in Wien. Dort wurde 1919 in Leopoldstadt (2. Bezirk) und Brigittenau (20. Bezirk) die Perinetgasse nach ihm benannt.

## Werke
- Der lizitierte Bräutigam und drey Weiber um einen Mann (1788)
- Nichts weniger als una cosa rara (1789)
- Der Geisterseher (1790, Parodie auf Friedrich Schillers gleichnamiges Werk)
- Kindliche Liebe
- Das lustige Beylager
- Orion oder Der Fürst und sein Hofnarr (1798)
- Orions Rückkehr zur friedlichen Insel (1803)
- Evakathel und Schnudi (nach Philipp Hafner)
- Alzeste
- Idas und Marpissa (1808, Parodie nach Matthäus Stegmayer)
- Briefe der Tulbinger Resel an ihren Herrn Vetter, den jungen Eipeldauer... (1808)
- Der Feldtrompeter (1808)
- Der Fagottist, oder: Die Zauberzither (1791)
- Das neue Sonntagskind (1794)
- Die Schwestern von Prag (1794)
- Der schwatzhafte Kuß, oder die Thermo-Lampe. Eine Kleinigkeit in Versen und einem Akte (1813)